# Cahit Arf

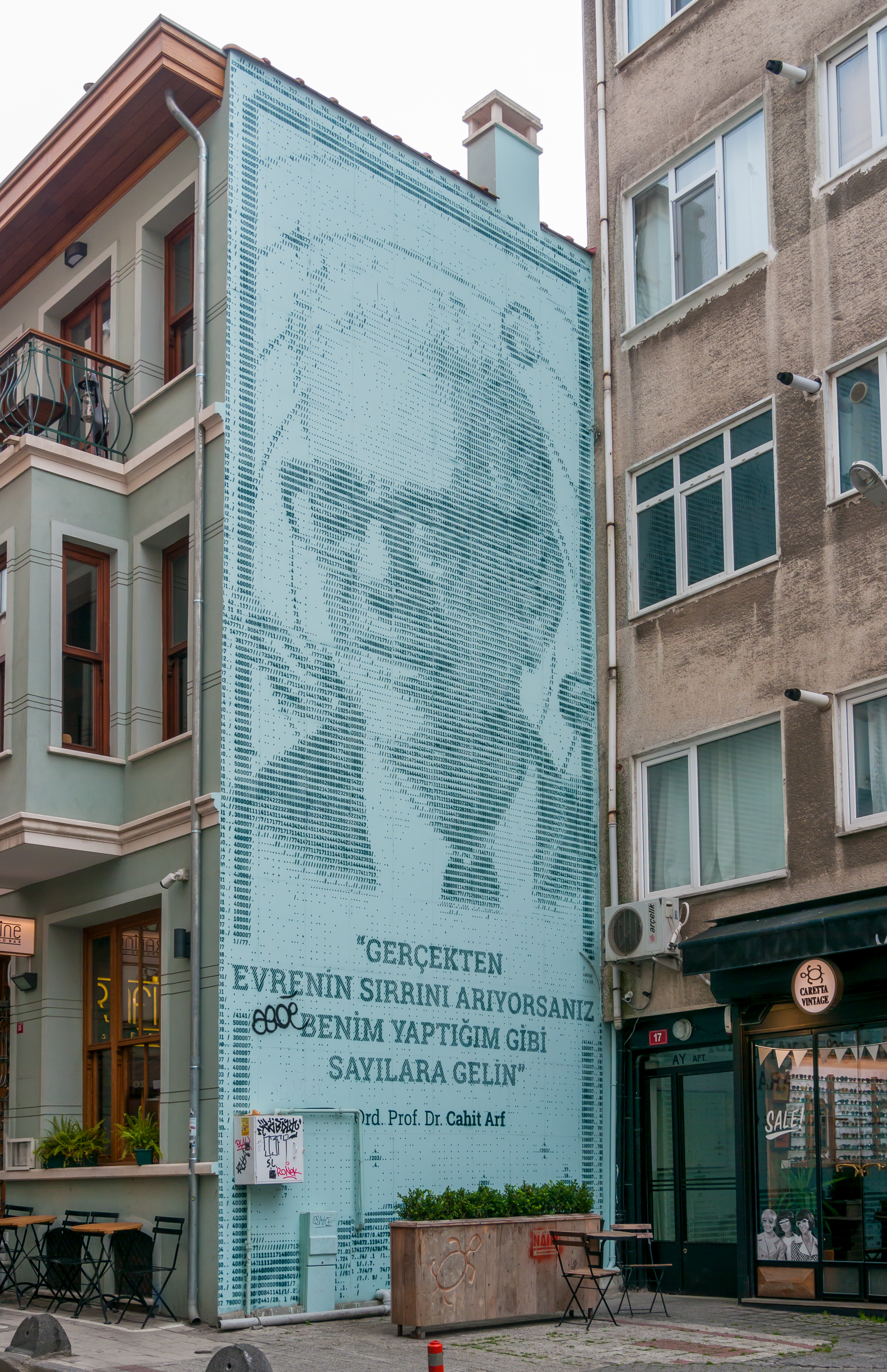

Cahit Arf (Tessalônica, 11 de outubro de 1910 – Bebek, 26 de dezembro de 1997) foi um matemático turco.